# Llac Ngami
Llac Ngami és un llac endorreic al nord de Botswana, en el desert de Kalahari.

## Situació fins al primer quart del segle XX
Aquest llac ocupa el fons d'una vasta depressió, a la que hi conflueixen una porció de torrents. Fa alguns anys mesurava 60 quilòmetres, de llarg. de ENE. a OSO., per 15 o 16 d'amplada màxima; però avui (primeries del segle XX) no arriba a 50 quilòmetres de llarg i va disminuint a causa de l'assecament dels rius en tota l'Àfrica Austral.
Rep les aigües de l'Okawango, que desguassa en ell per mitjà de diversos braços (Taukhé, Machabe, Home, Boro), que deixen entre si una regió pantanosa, unida per un ramal al pantà de Cho-bee o rius Kwando i, en conseqüència, al Zambeze.
Del Ngami es forma el riu Zuga o Botletle, el qual es perd en la regió de l'antic Imperi de Khamas, però a voltes té corrent inversa vers el Ngami. Aquest es troba a 950 m. d'altitud i malgrat que ja es coneixia la seva existència pels indígenes, no fou descoberta fins a l'1 d'agost de 1849, en què el visità el doctor David Livingstone.
Segons la direcció del vent, està subjecte a una espècie de marees.

## Situació a finals del segle XX
Segons la geografia moderna sembla la resta d'un gran mar interior o d'una sèrie de llacs. Continua el procés d'assecament. El riu Okawango o Tiogo, que abans desembocava en ell, avui es perd en multitud de canals, un dels quals, el Tamalekane, va al canal de Botletle i d'aquí, en èpoques d'avinguda, al pantà de Makkari-Kari Pan.
El riu Cho-bee, tributari del Zambeze, i tal vegada el mateix Zambeze, també anaven a parar al Ngami. quan aquest cobria una superfície de 130.000 quilòmetres. A 32 quilòmetres al nord del Ngami hi ha la població de Tsau, abandonada pels indígenes.